# フィリップ・コールシュライバー
フィリップ・エーベルハルト・ヘルマン・コールシュライバー（Philipp Eberhard Hermann Kohlschreiber, 1983年10月16日 - ）は、ドイツ・アウクスブルク出身の元男子プロテニス選手。自己最高ランキングはシングルス16位、ダブルス51位。これまでにATPツアーでシングルス8勝、ダブルス7勝を挙げている。身長178cm。右利き、バックハンド・ストロークは片手打ち。

## 選手経歴

### ジュニア時代
ガソンリンスタンドでオペレーターとして働く父と幼稚園教諭の母の間に生まれ、4歳からテニスを始める。

### 2001年 プロ転向
2001年にプロ入り。2004年からトップ100位以内に定着し始める。

### 2005年 ツアーダブルス初優勝
2005年にはベトナム・オープンのダブルスでツアー初優勝を遂げ、2006年もオーストリア・オープンでダブルス2勝目を挙げる。シングルスでは2005年全豪オープンでの4回戦進出以降なかなか上位に食い込めず、長らくニコラス・キーファーやトミー・ハースの後塵を拝していた。

### 2007年 ツアー初優勝
2007年にコールシュライバーは更なる躍進を見せる。同年4月、地元ドイツでのBMWオープンでミハイル・ユージニーを2-6, 6-3, 6-4で下しシングルス初優勝を遂げると、ユージニーと組んで出場したダブルスでも優勝し、同大会で単複優勝を果たす。

### 2008年 ツアー2勝目
2008年もその好調は続き、年初のハイネケン・オープンでシングルス2勝目を挙げると、全豪オープン3回戦で当時世界ランク6位、第6シードのアンディ・ロディックを試合時間3時間50分、6-4, 3-6, 7-6, 6-7, 8-6の激戦の末下し、2005年以来2度目の4回戦進出を果たす。4回戦ではヤルコ・ニエミネンに敗れた。

### 2009年 グランドスラム4回戦進出
2009年全仏オープンの3回戦で第4シードノバク・ジョコビッチを6-4, 6-4, 6-4で破り、全仏では初の4回戦進出を果たした。トミー・ロブレドに4-6, 7-5, 6-7, 2-6で敗れ4大大会初のベスト8進出を逃した。

### 2011年 ツアー3勝目
2011年ゲリー・ウェバー・オープンでシングルス5度目の決勝に進出。ドイツ対決となったフィリップ・ペッシュナーが途中棄権したことにより優勝。3年ぶりのシングルスツアー3勝目を挙げた。

### 2012年 ウィンブルドンベスト8
2012年のBMWオープンでマリン・チリッチを7–6(8), 6–3で破りツアー4勝目を挙げた。同年のウィンブルドンではキャリア初の4大大会でのベスト8に進出。準々決勝ではジョー＝ウィルフリード・ツォンガに6-7(5), 6-4, 6-7(3), 2-6で敗れた。2012年からは主に得意としているクレーコートで実力を発揮し、2016年のBMWオープンでは決勝でこの年2勝をあげていたドミニク・ティームに対し7-6(7), 4-6, 7-6(4)で下した。

### 2017年 グランドスラム4回戦進出
2017年のドバイ・テニス選手権の準々決勝では世界ランク1位のアンディ・マリー相手に7回のマッチポイントを迎えるも、7-6(4), 6-7(18), 1-6で敗れた。第2セットのタイブレークの18-20のスコアは史上最高タイで、1991年以来史上6度目である。

### 2022年 引退
コールシュライバーは2022年のウィンブルドン予選2回戦で、ミハイル・ククシュキンに敗れたのを最後に現役を引退した。

## 記録
※オープン化以降
タイブレーク史上最高スコアタイ 18-20
2017年ドバイ・テニス選手権準々決勝、対アンディ・マリー戦第2セット。1991年以来6度目。

## ATPツアー決勝進出結果

### シングルス: 17回 (8勝9敗)
| 大会グレード                    |
| グランドスラム (0-0)            |
| ATPファイナルズ (0-0)           |
| ATPツアー・マスターズ1000 (0-0) |
| ATPツアー・500シリーズ (0-0)    |
| ATPツアー・250シリーズ (8-9)    |

| サーフェス別タイトル |
| ハード (1-2)         |
| クレー (6-5)         |
| 芝 (1-2)             |
| カーペット (0-0)     |

| サーフェス別タイトル |
| 屋外 (8-8)           |
| 室内 (0-1)           |

| 結果   | No. | 決勝日        | 大会               | サーフェス   | 対戦相手                     | スコア               |
| ------ | --- | ------------- | ------------------ | ------------ | ---------------------------- | -------------------- |
| 優勝   | 1.  | 2007年4月30日 | ミュンヘン         | クレー       | ミハイル・ユージニー         | 2–6, 6–3, 6–4        |
| 優勝   | 2.  | 2008年1月12日 | オークランド       | ハード       | フアン・カルロス・フェレーロ | 7–6(4), 7–5          |
| 準優勝 | 1.  | 2008年6月15日 | ハレ               | 芝           | ロジャー・フェデラー         | 3–6, 4–6             |
| 準優勝 | 2.  | 2009年9月27日 | メス               | ハード(室内) | ガエル・モンフィス           | 6–7(1), 6–3, 2–6     |
| 優勝   | 3.  | 2011年6月12日 | ハレ               | 芝           | フィリップ・ペッシュナー     | 7–6(5), 2–0 途中棄権 |
| 優勝   | 4.  | 2012年5月6日  | ミュンヘン         | クレー       | マリン・チリッチ             | 7–6(8), 6–3          |
| 準優勝 | 3.  | 2012年7月28日 | キッツビュール     | クレー       | ロビン・ハーセ               | 7–6(2), 3–6, 2–6     |
| 準優勝 | 4.  | 2013年1月12日 | オークランド       | ハード       | ダビド・フェレール           | 6–7(5), 1–6          |
| 準優勝 | 5.  | 2013年5月5日  | ミュンヘン         | クレー       | トミー・ハース               | 3–6, 6–7(3)          |
| 準優勝 | 6.  | 2013年7月14日 | シュトゥットガルト | クレー       | ファビオ・フォニーニ         | 7–5, 4–6, 4–6        |
| 優勝   | 5.  | 2014年5月24日 | デュッセルドルフ   | クレー       | イボ・カロビッチ             | 6–2, 7–6(4)          |
| 準優勝 | 7.  | 2015年5月4日  | ミュンヘン         | クレー       | アンディ・マリー             | 6–7(4), 7–5, 6–7(4)  |
| 優勝   | 6.  | 2015年8月8日  | キッツビュール     | クレー       | ポール＝アンリ・マチュー     | 2–6, 6–2, 6–2        |
| 優勝   | 7.  | 2016年5月1日  | ミュンヘン         | クレー       | ドミニク・ティーム           | 7–6(7), 4–6, 7–6(4)  |
| 準優勝 | 8.  | 2016年6月13日 | シュトゥットガルト | 芝           | ドミニク・ティーム           | 7–6(2), 4–6, 4–6     |
| 優勝   | 8.  | 2017年8月5日  | キッツビュール     | クレー       | ジョアン・ソウザ             | 6–3, 6–4             |
| 準優勝 | 9.  | 2018年5月6日  | ミュンヘン         | クレー       | アレクサンダー・ズベレフ     | 3–6, 3–6             |

### ダブルス: 10回 (7勝3敗)
| 結果   | No. | 決勝日         | 大会               | サーフェス        | パートナー               | 対戦相手                                          | スコア           |
| ------ | --- | -------------- | ------------------ | ----------------- | ------------------------ | ------------------------------------------------- | ---------------- |
| 優勝   | 1.  | 2005年9月26日  | ホーチミン         | カーペット (室内) | ラルス・ブルクスミュラー | アシュリー・フィッシャー ロベルト・リンドステット | 5–6(3), 6–4, 6–2 |
| 優勝   | 2.  | 2006年7月24日  | キッツビュール     | クレー            | ステファン・クベク       | オリバー・マラチ シリル・スーク                   | 6–2, 6–3         |
| 優勝   | 3.  | 2007年4月30日  | ミュンヘン         | クレー            | ミハイル・ユージニー     | ヤン・ハジェク ヤロスラフ・レビンスキー           | 6–1, 6–4         |
| 優勝   | 4.  | 2008年1月4日   | ドーハ             | ハード            | ダビド・シュコッホ       | ジェフ・クッツェー ウェスリー・ムーディ           | 6–4, 4–6, [11–9] |
| 準優勝 | 1.  | 2008年2月14日  | ロッテルダム       | ハード (室内)     | ミハイル・ユージニー     | トマーシュ・ベルディハ ドミトリー・トゥルスノフ   | 5–7, 6–3, [7–10] |
| 優勝   | 5.  | 2008年7月13日  | シュトゥットガルト | クレー            | クリストファー・カス     | ミヒャエル・ベラー ミーシャ・ズベレフ             | 6–3, 6–4         |
| 準優勝 | 2.  | 2008年10月26日 | バーゼル           | ハード (室内)     | クリストファー・カス     | マヘシュ・ブパシ マーク・ノールズ                 | 3–6, 3–6         |
| 優勝   | 6.  | 2009年6月14日  | ハレ               | 芝                | クリストファー・カス     | アンドレアス・ベック マルコ・チウディネリ         | 6–3, 6–4         |
| 準優勝 | 3.  | 2012年1月6日   | ドーハ             | ハード            | クリストファー・カス     | フィリップ・ポラーシェク ルカシュ・ロソル         | 3–6, 4–6         |
| 優勝   | 7.  | 2013年1月4日   | ドーハ             | ハード            | クリストファー・カス     | ユリアン・ノール フィリップ・ポラーシェク         | 5–7, 4–6         |

## 成績
略語の説明
| W | F | SF | QF | #R | RR | Q# | LQ | A | Z# | PO | G | S | B | NMS | P | NH |

W=優勝, F=準優勝, SF=ベスト4, QF=ベスト8, #R=#回戦敗退, RR=ラウンドロビン敗退, Q#=予選#回戦敗退, LQ=予選敗退, A=大会不参加, Z#=デビスカップ/BJKカップ地域ゾーン, PO=デビスカップ/BJKカッププレーオフ, G=オリンピック金メダル, S=オリンピック銀メダル, B=オリンピック銅メダル, NMS=マスターズシリーズから降格, P=開催延期, NH=開催なし.
| 大会           | 2003 | 2004 | 2005 | 2006 | 2007 | 2008 | 2009 | 2010 | 2011 | 2012 | 2013 | 2014 | 2015 | 2016 | 2017 | 2018 | 2019 | 2020 | 2021 | 2022 | 通算成績 |
| -------------- | ---- | ---- | ---- | ---- | ---- | ---- | ---- | ---- | ---- | ---- | ---- | ---- | ---- | ---- | ---- | ---- | ---- | ---- | ---- | ---- | -------- |
| 全豪オープン   | A    | A    | 4R   | 2R   | 2R   | 4R   | 2R   | 3R   | 2R   | 4R   | 3R   | A    | 2R   | 1R   | 3R   | 1R   | 2R   | 2R   | A    | 2R   | 23–15    |
| 全仏オープン   | A    | LQ   | 1R   | 2R   | 2R   | 1R   | 4R   | 3R   | 1R   | 2R   | 4R   | 3R   | 2R   | 1R   | 1R   | 1R   | 2R   | 1R   | 3R   | LQ   | 16–17    |
| ウィンブルドン | A    | A    | 1R   | 3R   | 1R   | 1R   | 3R   | 3R   | 1R   | QF   | 1R   | 2R   | 1R   | 1R   | 1R   | 3R   | 1R   | NH   | 1R   | LQ   | 13–16    |
| 全米オープン   | 1R   | 2R   | 1R   | 1R   | 3R   | 2R   | 3R   | 2R   | 1R   | 4R   | 4R   | 4R   | 3R   | 1R   | 4R   | 4R   | 1R   | 1R   | 2R   | A    | 25–19    |

※: 不戦勝・不戦敗は通算成績に含まない。
大会最高成績
| 大会                 | 成績 | 年                     |
| -------------------- | ---- | ---------------------- |
| ATPファイナルズ      | A    | 出場なし               |
| インディアンウェルズ | QF   | 2018                   |
| マイアミ             | 3R   | 2010, 2012, 2017       |
| モンテカルロ         | QF   | 2007, 2010             |
| マドリード           | 3R   | 2009, 2018             |
| ローマ               | 3R   | 2013, 2014, 2018, 2019 |
| カナダ               | QF   | 2010                   |
| シンシナティ         | QF   | 2008                   |
| 上海                 | 2R   | 2012, 2013             |
| パリ                 | 3R   | 2008, 2013             |
| ハンブルク           | 2R   | 2007                   |
| オリンピック         | 2R   | 2016                   |
| デビスカップ         | SF   | 2007                   |